# Венъм (комикси)
Венъм (на английски: Venom) буквално означава „отрова“, познат още и като симбиота Венъм, е симбиотичен живот от Вселената на Марвел. Съществото е извънземна форма на живот, най-вече течна, която използва като гостоприемници много живи същества, най-вече хора. Симбиотът е един от най-големите врагове на Спайдър-Мен. В организма са се превъзплъщавали много души, като Питър Паркър\Спайдър-Мен и Еди Брок. Венъм се появява в медиите, там където е Спайдър-Мен. Създаден е от Дейвид Мичелини, Майк Зек и Тод Макфарлън. В „Спайдър-Мен 3“ е използвана версията на Еди Брок за персонажа и се играе от Тофър Грейс.